# Les Deux-Fays
Les Deux-Fays é uma comuna francesa na região administrativa de Borgonha-Franco-Condado, no departamento de Jura. Estende-se por uma área de 6,77 km². Em 2010 a comuna tinha 113 habitantes (densidade: 16,7 hab./km²).